# ابود، عمان
ابود، عمان در عمان است که در al buraimi governorate واقع شده‌است.